# Star Trek: Starfleet Academy
Star Trek: Starfleet Academy je připravovaný americký sci-fi televizní seriál od Gaii Violo, určený pro streamovací platformu Paramount+. Showrunnery jsou Alex Kurtzman a Noga Landau, první řada má být uvedena v roce 2025 nebo 2026. Seriál se má odehrávat ve 32. století a má se zaměřovat na první nový ročník kadetů Akademie Hvězdné flotily za více než století. V rolích kadetů se představí Kerrice Brooks, Bella Shepard, George Hawkins, Karim Diané, Zoë Steiner a Sandro Rosta, v dalších hlavních rolích se objeví Holly Hunter, Tig Notaro a Robert Picardo.
Objednání první řady seriálu s deseti díly oznámila platforma Paramount+ v březnu 2023. Její natáčení probíhalo od srpna 2024 do února 2025. Již v říjnu 2024 bylo oznámeno objednání druhé řady seriálu, přičemž zahájení jejího natáčení bylo předpokládáno na polovinu roku 2025.

## Obsazení

### Hlavní role
- Holly Hunter jako kapitánka a kancléřka Akademie Hvězdné flotily[8]
- Kerrice Brooks jako kadetka Hvězdné flotily[9]
- Bella Shepard jako kadetka Hvězdné flotily[9]
- George Hawkins jako kadet Hvězdné flotily[9]
- Karim Diané jako kadet Hvězdné flotily[10]
- Zoë Steiner jako kadetka Hvězdné flotily[10]
- Tig Notaro jako Jett Reno, inženýrka na lodi USS Discovery[11]
- Robert Picardo jako Doktor, 820 let starý výcvikový hologram na Akademii Hvězdné flotily a bývalý pohotovostní zdravotnický hologram na lodi USS Voyager[11][12]
- Sandro Rosta jako kadet Hvězdné flotily[13]

### Vedlejší role
- Paul Giamatti jako osoba s temnou minulostí, která je spojena s jedním s kadetů[14]
- Gina Yashere jako instruktorka Akademie Hvězdné flotily[15]
- Tatiana Maslany[16]

### Hostující role
- Mary Wiseman jako Sylvia Tilly, instruktorka Akademie Hvězdné flotily, která dříve sloužila na lodi USS Discovery[11]
- Oded Fehr jako Charles Vance, admirál a vrchní velitel Hvězdné flotily[11]
- Becky Lynch jako členka posádky na můstku Hvězdné flotily[17]